# Dadoychus
Dadoychus är ett släkte av skalbaggar. Dadoychus ingår i familjen långhorningar.
Kladogram enligt Catalogue of Life:
| Dadoychus | \| \| Dadoychus flavocinctus \| \| \| \| \| \| Dadoychus mucuim \| \| \| \| |
|           | \| \| Dadoychus flavocinctus \| \| \| \| \| \| Dadoychus mucuim \| \| \| \| |
|           | Dadoychus flavocinctus                                                      |
|           |                                                                             |
|           | Dadoychus mucuim                                                            |
|           |                                                                             |